# Liste der größten Tettsteder Norwegens
Dies ist eine Liste der größten Tettsteder Norwegens. Die Tettsteder, also die städtischen Ansiedlungen, werden jährlich vom norwegischen Statistikamt Statistisk sentralbyrå (SSB) nach gewissen Kriterien bestimmt. Im Jahr 2022 lebten insgesamt 82,67 % der norwegischen Bevölkerung in einem Tettsted.

## Abgrenzung Tettsted zu Stadt
Die Begriffe „Tettsted“ und „Stadt“ (norwegisch by) werden im geographischen Sprachgebrauch für größere Tettsteder oft synonym verwendet. Kleine Tettsteder werden hingegen geographisch meist nicht als Stadt angesehen. Ein Tettsted ist eine Ansiedlung mit mindestens 200 Einwohner, bei der der Abstand zwischen den einzelnen Häusern im Normalfall nicht 50 Meter überschreiten soll. Der Abstand kann größer sein, wenn etwa die natürlichen Gegebenheiten in einem Gebiet keine Bebauung zulassen oder flächenintensive Anlagen wie Schulen oder Industriegelände vorliegen. Die von Gemeindegrenzen unabhängige Definition führt dazu, dass sich Tettsteder über mehrere Kommunen erstrecken können und in einer Kommune mehrere Tettsteder liegen können. Die Liste der Tettsteder wird jährlich vom Statistisk sentralbyrå (SSB) veröffentlicht.
Die meisten größeren Tettsteder haben auch offiziell den Status als Stadt (siehe auch: Liste der Städte in Norwegen). Teilweise setzt sich ein Tettsted aus mehreren Ansiedlungen mit Stadtstatus, die mit der Zeit zusammenwuchsen, zusammen. Dies ist etwa bei den Tettstedern Fredrikstad/Sarpsborg oder Porsgrunn/Skien der Fall. Der Stadtstatus (norwegisch bystatus) führte in der Vergangenheit zu Handelsprivilegien und anderen rechtlichen Sonderstellungen. So wurde etwa lange per Gesetz zwischen Stadtkommunen (bykommuner) und Landkommunen (landkommuner) differenziert. Die rechtlichen Unterschiede gingen immer weiter zurück, bevor sie Ende des 20. Jahrhunderts komplett aufgehoben wurden. Seit den 1990er-Jahren wird der Stadtstatus nicht mehr von der Regierung an Kommunen vergeben, sondern wird von Kommunen, zu denen die städtische Ansiedlung gehört, selbst erteilt. Durch die Öffnung des Status stieg die Zahl der Orte mit Stadtstatus stark an und auch kleinere Orte wurden von den zuständigen Kommunalparlamenten zu Städten ernannt.
Es wurden in der Folge drei Bedingungen für den Stadtstatus in das Gesetz aufgenommen:
- Die erteilende Kommune muss mindestens 5000 Einwohner haben.
- Es muss ein stadtmäßiger Tettsted mit Handels- und Dienstleistungsfunktionen in der Kommune liegen.
- Es muss eine konzentrierte Bebauung vorliegen.

## Größte Tettsteder nach Fylke
| Fylke           | Tettsted              | Einwohner (1. Januar 2024)                                  |
| --------------- | --------------------- | ----------------------------------------------------------- |
| Agder           | Kristiansand          | 67.372                                                      |
| Akershus        | Oslo                  | 1.098.061, davon 714.322 im Fylke Oslo und 2598 in Buskerud |
| Buskerud        | Drammen               | 124.540, davon 4228 im Fylke Akershus und 558 in Vestfold   |
| Finnmark        | Alta                  | 16.269                                                      |
| Innlandet       | Hamar                 | 30.030                                                      |
| Møre og Romsdal | Ålesund               | 55.684                                                      |
| Nordland        | Bodø                  | 43.322                                                      |
| Oslo            | Oslo                  | 1.098.061, davon 714.322 im Fylke Oslo                      |
| Østfold         | Fredrikstad/Sarpsborg | 121.679                                                     |
| Rogaland        | Stavanger/Sandnes     | 239.055                                                     |
| Telemark        | Porsgrunn/Skien       | 96.695                                                      |
| Troms           | Tromsø                | 42.782                                                      |
| Trøndelag       | Trondheim             | 198.777                                                     |
| Vestfold        | Tønsberg              | 55.939                                                      |
| Vestland        | Bergen                | 272.125                                                     |

## Liste der größten Tettsteder Norwegens
Gelistet werden alle Tettsteder, die mindestens 15.000 Einwohner haben (Stand: 1. Januar 2024).
| Nummer | Foto                                              | Name                  | Einwohner (1. Januar 2024) | Fläche (1. Januar 2024) | Kommune(n) | Fylke                        | Karte                                     |
| ------ | ------------------------------------------------- | --------------------- | -------------------------- | ----------------------- | --- | ---------------------------- | ----------------------------------------- |
| 0801   | Foto von Oslo Richtung Oslofjord                  | Oslo                  | 1.098.061                  | 276,3 km²               | Oslo (714.322), Bærum (129.572), Asker (72.368), Lillestrøm (63.353), Lørenskog (47.834), Nordre Follo (41.725), Rælingen (15.149), Nittedal (11.140), Lier (2598) | Oslo, Akershus, Buskerud     | Karte von der Gegend Oslo                 |
| 5001   | Foto von Bryggen in Bergen                        | Bergen                | 272.125                    | 91,34 km²               | Bergen | Vestland                     | Karte von der Gegend Bergen               |
| 4522   | Luftbild von Sandnes mit Blick Richtung Stavanger | Stavanger/Sandnes     | 239.055                    | 80,03 km²               | Stavanger (138.324), Sandnes (66.963), Sola (23.492), Randaberg (10.276)                                                                                           | Rogaland                     | Karte von der Gegend Stavanger            |
| 6501   | Foto von Trondheim                                | Trondheim             | 198.777                    | 59,35 km²               | Trondheim | Trøndelag                    | Karte von der Gegend Trondheim            |
| 2003   | Foto von Drammen                                  | Drammen               | 124.540                    | 52,96 km²               | Drammen (95.770), Lier (14.009), Øvre Eiker (9975), Asker (4228), Holmestrand (558)                                                                                | Buskerud, Akershus, Vestfold | Karte von der Gegend Drammen              |
| 0022   | Foto von Fredrikstad                              | Fredrikstad/Sarpsborg | 121.679                    | 60,57 km²               | Fredrikstad (71.296), Sarpsborg (50.383) | Østfold                      | Karte von der Gegend Fredrikstad          |
| 3005   | Foto von Skien                                    | Porsgrunn/Skien       | 96.695                     | 54,2 km²                | Skien (51.273), Porsgrunn (34.903), Bamble (10.519) | Telemark                     | Karte von der Gegend Porsgrunn/Skien      |
| 4002   | Foto von                                          | Kristiansand          | 67.372                     | 24,49 km²               | Kristiansand | Agder                        | Karte von der Gegend Kristiansand         |
| 2521   | Foto von Tønsberg                                 | Tønsberg              | 55.939                     | 26,54 km²               | Tønsberg (37.622), Færder (18.317) | Vestfold                     | Karte von der Gegend Tønsberg             |
| 6025   | Foto von                                          | Ålesund               | 55.684                     | 28,93 km²               | Ålesund (46.554), Sula (9130) | Møre og Romsdal              | Karte von der Gegend Ålesund              |
| 0031   | Foto von Moss                                     | Moss                  | 50.214                     | 22,42 km²               | Moss (43.528), Vestby (6686) | Østfold, Akershus            | Karte von der Gegend Moss                 |
| 4532   | Foto von Haugesund                                | Haugesund             | 47.020                     | 21,42 km²               | Haugesund (37.481), Karmøy (9539) | Rogaland                     | Karte von der Gegend Haugesund            |
| 2531   | Luftbild von Sandefjord                           | Sandefjord            | 46.926                     | 24,29 km²               | Sandefjord | Vestfold                     | Karte von der Gegend Sandefjord           |
| 3511   | Foto von Arendal                                  | Arendal               | 45.332                     | 31,89 km²               | Arendal (39.031), Grimstad (6301) | Agder                        | Karte von der Gegend Arendal              |
| 7501   | Foto von Bodø                                     | Bodø                  | 43.322                     | 15,03 km²               | Bodø | Nordland                     | Karte von der Gegend Bodø                 |
| 8011   | Foto von Tromsø                                   | Tromsø                | 42.782                     | 13,8 km²                | Tromsø | Troms                        | Karte von der Gegend Tromsø               |
| 1001   | Luftbild von Hamar                                | Hamar                 | 30.030                     | 14,21 km²               | Hamar (27.260), Ringsaker (2438), Stange (332) | Innlandet                    | Karte von der Gegend Hamar                |
| 1511   | Foto von Gjøvik                                   | Gjøvik                | 28.801                     | 20,25 km²               | Gjøvik | Innlandet                    | Karte von der Gegend Gjøvik               |
| 2541   | Foto von Larvik                                   | Larvik                | 27.487                     | 14,84 km²               | Larvik | Vestfold                     | Karte von der Gegend Larvik               |
| 0001   | Foto von Halden                                   | Halden                | 26.255                     | 14,38 km²               | Halden | Østfold                      | Karte von der Gegend Halden               |
| 0659   | Luftbild on Jessheim                              | Jessheim              | 24.547                     | 7,75 km²                | Ullensaker | Akershus                     | Karte von der Gegend Jessheim             |
| 5201   | Foto von Askøy                                    | Askøy                 | 24.447                     | 15,14 km²               | Askøy | Vestland                     | Karte von der Gegend Askøy                |
| 2015   | Foto von Kongsberg                                | Kongsberg             | 23.569                     | 13,36 km²               | Kongsberg | Buskerud                     | Karte von der Gegend Kongsberg            |
| 0512   | Foto vom Bahnhof von Ski                          | Ski                   | 22.548                     | 10,14 km²               | Nordre Follo (14.900), Ås (7648) | Akershus                     | Karte von der Gegend Skie                 |
| 6001   | Foto von Molde                                    | Molde                 | 22.410                     | 9,48 km²                | Molde | Møre og Romsdal              | Karte von der Gegend Molde                |
| 1501   | Foto von Lillehammer                              | Lillehammer           | 21.468                     | 11,53 km²               | Lillehammer | Innlandet                    | Karte von der Gegend Lillehammer          |
| 8003   | Foto von Harstad                                  | Harstad               | 21.458                     | 11,47 km²               | Harstad | Troms                        | Karte von der Gegend Harstad              |
| 2511   | Luftbild von Horten                               | Horten                | 21.114                     | 8,65 km²                | Horten | Vestfold                     | Karte von der Gegend Horten               |
| 4009   |                                                   | Korsvik               | 19.589                     | 8,2 km²                 | Kristiansand | Agder                        | Karte von der Gegend Kristiansand/Korsvik |
| 7631   | Foto von Mo i Rana                                | Mo i Rana             | 18.755                     | 12,79 km²               | Rana | Nordland                     |                                           |
| 6011   | Foto von Kristiansund                             | Kristiansund          | 18.337                     | 8,45 km²                | Kristiansund | Møre og Romsdal              |                                           |
| 8261   | Foto von Tromsdalen                               | Tromsdalen            | 18.291                     | 5,2 km²                 | Tromsø | Troms                        | Karte von der Gegend Tromsø               |
| 2033   | Luftbild von Hønefoss                             | Hønefoss              | 17.084                     | 9,71 km²                | Ringerike | Buskerud                     |                                           |
| 8542   | Foto vom Zentrum von Alta                         | Alta                  | 16.269                     | 9,86 km²                | Alta | Finnmark                     |                                           |
| 1121   | Foto von Elverum                                  | Elverum               | 15.869                     | 12,24 km²               | Elverum | Innlandet                    |                                           |
| 0675   | Foto von Råholt                                   | Råholt                | 15.746                     | 8,42 km²                | Eidsvoll (15.260), Ullensaker (486) | Akershus                     |                                           |
| 7034   | Foto von Stjørdalshalsen                          | Stjørdalshalsen       | 15.693                     | 8,74 km²                | Stjørdal | Trøndelag                    |                                           |
| 0111   | Foto von Askim                                    | Askim                 | 15.368                     | 7,7 km²                 | Indre Østfold | Østfold                      |                                           |

## Zeitlicher Verlauf
Die zehn größten Tettsteder Norwegens wuchsen mit der Zeit immer weiter an. Teilweise wurden mehrere Tettsteder zu einem zusammengelegt, teilweise wurden neue Tettsteder abgespalten.
| Tettsted              | Tettsted              | 1960    | 1970    | 1980    | 1990    | 2000    | 2011    | 2020      | 2024      | Anmerkung                         |
| --------------------- | --------------------- | ------- | ------- | ------- | ------- | ------- | ------- | --------- | --------- | --------------------------------- |
| Oslo                  | Oslo                  | 581.179 | 645.413 | 642.954 | 685.530 | 773.498 | 906.681 | 1.036.059 | 1.098.061 |                                   |
| Bergen                | Bergen                | 152.121 | 182.265 | 180.959 | 187.382 | 205.759 | 235.046 | 259.958   | 272.125   |                                   |
| Stavanger/Sandnes     | Stavanger             | 70.100  | 79.330  | 90.825  | 94.159  | –       | –       | –         | –         | Zusammenlegung zum 1. Januar 1999 |
| Stavanger/Sandnes     | Sandnes               | 14.917  | 21.792  | 26.591  | 32.616  | –       | –       | –         | –         | Zusammenlegung zum 1. Januar 1999 |
| Stavanger/Sandnes     | Stavanger/Sandnes     | –       | –       | –       | –       | 162.083 | 197.852 | 228.287   | 239.055   | Zusammenlegung zum 1. Januar 1999 |
| Trondheim             | Trondheim             | 92.614  | 112.102 | 127.624 | 130.522 | 140.631 | 164.953 | 189.271   | 198.777   |                                   |
| Fredrikstad/Sarpsborg | Fredrikstad           | 45.228  | 51.141  | 51.284  | 50.179  | –       | –       | –         | –         | Zusammenlegung zum 1. Januar 1999 |
| Fredrikstad/Sarpsborg | Sarpsborg             | 31.888  | 36.449  | 39.889  | 39.772  | –       | –       | –         | –         | Zusammenlegung zum 1. Januar 1999 |
| Fredrikstad/Sarpsborg | Fredrikstad/Sarpsborg | –       | –       | –       | –       | 93.273  | 104.382 | 116.373   | 121.679   | Zusammenlegung zum 1. Januar 1999 |
| Drammen               | Drammen               | 50.169  | 56.521  | 56.863  | 58.717  | 86.732  | 100.303 | 109.416   | 124.540   |                                   |
| Porsgrunn/Skien       | Porsgrunn             | 25.257  | 32.613  | 35.304  | 35.172  | –       | –       | –         | –         | Zusammenlegung zum 1. Januar 1999 |
| Porsgrunn/Skien       | Skien                 | 27.807  | 29.592  | 28.151  | 29.328  | –       | –       | –         | –         | Zusammenlegung zum 1. Januar 1999 |
| Porsgrunn/Skien       | Porsgrunn/Skien       | –       | –       | –       | –       | 83.409  | 88.335  | 93.778    | 96.695    | Zusammenlegung zum 1. Januar 1999 |
| Kristiansand          | Kristiansand          | 37.390  | 48.250  | 50.703  | 54.267  | 61.400  | 69.380  | 64.596    | 67.372    |                                   |
| Ålesund               | Ålesund               | 20.341  | 25.470  | 25.085  | 23.759  | 35.832  | 47.772  | 53.905    | 55.684    |                                   |
| Tønsberg              | Tønsberg              | 31.641  | 36.374  | 36.788  | 38.333  | 43.346  | 48.350  | 53.018    | 55.684    |                                   |